# Gutenbrunn
Gutenbrunn est une commune autrichienne du district de Zwettl en Basse-Autriche.